# Raunholmen
Ne doit pas être confondu avec Raunholmen (Bømlo).
Raunholmen est une île norvégienne du comté de Hordaland appartenant administrativement à Kjerrgarden.

## Description
Rocheuse et couverte à son sommet de quelques arbres, elle s'étend sur environ 118 m de longueur pour une largeur approximative de 98 m. Elle comporte une habitation et deux autres bâtiments. 